# Macroeubria luei
Macroeubria luei is een keversoort uit de familie keikevers (Psephenidae). De wetenschappelijke naam van de soort werd in 1997 gepubliceerd door Lee, Yang & Satô.